# Katharina Kammer-Veken
Katharina Kammer-Veken, zuvor Katharina Kammer (* 29. September 1920 in Chemnitz als Hildegard Luise Hoheisel; † 28. September 2017 ebenda) war eine deutsche Schriftstellerin.

## Leben
Katharina Kammer wuchs in einer Arbeiterfamilie auf und besuchte in Chemnitz die Volksschule. Bei der Handels- und Gewerbekammer (ab 1953 Industrie- und Handelskammer Chemnitz) erlernte sie den Beruf einer Sekretärin und blieb bis zur Geburt einer Tochter 1943 als Stenotypistin in ihrem Lehrbetrieb. Ab 1949 arbeitete Katharina Kammer als Neulehrerin. 1955/56 studierte sie am Literaturinstitut „Johannes R. Becher“ in Leipzig.
1956 heiratete sie Karl Veken und ließ sich mit ihm als freischaffende Schriftstellerin in Augustusburg nieder. Seit ihrer ersten Veröffentlichung, der Erzählung Weg ohne Wahl, die in Erste Ernte – Eine Anthologie junger Autoren 1953 im Verlag Neues Leben Berlin erschien, nannte sie sich Katharina Kammer, später Katharina Kammer-Veken. Ihr Werk umfasst Romane, Erzählungen, Kinderbücher und Drehbücher.
Katharina Kammer-Veken war Mitglied des Deutschen Schriftstellerverbandes DSV (ab November 1973 Schriftstellerverband der DDR) seit seiner Gründung. Nach seiner Selbstauflösung 1990 gehörte sie dem Sächsischen Schriftstellerverein an, der bis 2015 bestand.
Von 1990 bis zu ihrem Tod lebte und arbeitete Katharina Kammer-Veken als freie Autorin in Flöha. Sie starb 2017 einen Tag vor ihrem 97. Geburtstag.

## Werk

### Bücher
- Nico und Anita – Ein Kinderroman, Der Kinderbuchverlag, Berlin 1958
- Der Unterschied, Mitteldeutscher Verlag, Halle/Saale 1959
- Micki Mager (zusammen mit Karl Veken) Verlag Neues Leben, Berlin 1966
- Die unromantische Annerose (zusammen mit Karl Veken),  Verlag Neues Leben, Berlin 1966 / Buchclub 65, Berlin 1966
- Das Erbe der Eltern, Verlag Neues Leben,  Berlin 1969
- Bekenntnisse für meinen Stiefsohn, Verlag am Park, Berlin 2005

### Drehbücher
- Das Bleiglasfenster  (zusammen mit Horst Zaeske), Fernsehfilm, DDR 1983
- Die Kette,  Fernsehfilm, DDR 1986